# Mesamphisopus baccatus
Mesamphisopus baccatus är en kräftdjursart som beskrevs av Gouws 2008. Mesamphisopus baccatus ingår i släktet Mesamphisopus och familjen Mesamphisopidae. Inga underarter finns listade i Catalogue of Life.